# Bidens rueppellii
Bidens rueppellii là một loài thực vật có hoa trong họ Cúc. Loài này được (Sch.Bip. ex Sch.Bip.) Sherff mô tả khoa học đầu tiên năm 1930.